# あっこゴリラ
あっこゴリラ（1988年6月30日 - ）は、日本のラッパー、ラジオパーソナリティ、ドラマー。東京都練馬区出身。女性のみのMCバトル第1回「CINDERELLA MCBATTLE」の優勝者。2019年より東京のFM局・J-WAVE『SONAR MUSIC』のナビゲーター。作詞、作曲も行う。

## 来歴
幼少よりバレエとピアノを習う。小学生のときにドラムを始めるが一時中断し、高校卒業のころに再びドラムを叩き始める。
明治学院大学に進学し、音楽サークル「ソングライツ」で音楽活動を行う。
2011年、「HAPPY BIRTHDAY」のドラマー「あっこ」としてメジャーデビュー。会話をリズムで行うゴリラに魅了され、バンド活動中にラップをするキャラクターとして「あっこゴリラ」とノリで名乗り始める。その後、バンドのボーカリストである「きさ」（坂口喜咲）が喉を壊してしまったため、ソロでライブをやるようになる。
ソロとしての活動がバンドと折り合いがつかず、2015年4月「HAPPY BIRTHDAY」は解散。ソロのラッパーとして活動するようになる。並行してTVのリポーターやラジオ・アシスタントなどの活動も行う。
2016年1月、ファースト・アルバムとなる『TOKYO BANANA』をKAMIKAZE RECORDSよりリリース。同年11月にEP「BACK TO THE JUNGLE」を2.5D Productionsよりリリース。それに先立ち、同年10月には野生のゴリラに出会うためにアフリカへ赴き、ルワンダでプロモーション・ビデオの撮影を行った。
2017年1月29日、東京・渋谷で行われた第1回「CINDERELLA MCBATTLE」で優勝し、初代女性No.1ラッパーとなる。同年3月、テレビ朝日の番組『フリースタイルダンジョン』に初の女性グループの一員として出場。同年11月にリリースのEP「GREEN QUEEN」に収録されている向井太一とのコラボレーション曲「ゲリラ」が、同年12月から放映のSpotifyのCMに起用される。
2018年4月にはインディーズ時代のファースト・アルバムの表題曲でもある「TOKYO BANANA」の新バージョンなどを含んだ「TOKYO BANANA 2018」 をリリース。再デビューという表現も使われている。4月27日からバックバンドBNNZ（バナナズ）とともに初の東名阪ツアー「ゲリラゴー ONE MAN TOUR」を行う。12月にメジャーでのファーストアルバムとなる「GRRRLISM」をソニー・ミュージックアソシエイテッドレコーズからリリース。
2019年4月より、毎週月曜日から木曜日の21:00から23:55までJ-WAVE『SONAR MUSIC』でナビゲーターを務める。
2020年2月、EP「ミラクルミー」をリリース。

## 人物
HIPHOPの分野で影響を受けたアーティストとして、タイラー・ザ・クリエイター、チャンス・ザ・ラッパー、Aminé、Vic Mensa、M.I.A。日本のアーティストでは漢a.k.aGAMI、D.O、TOKONA-Xなどの名前を挙げている。また子供の頃に触れた音楽として、キング・クリムゾン、ビートルズ、ジョン・レノンを挙げている。
作品テーマとして「女の子らしさ」などの性別のあるべき姿に対する固定観念へ疑問を投げかけ、体毛や年齢をテーマにした楽曲などがある。
2020年4月1日、KANDYTOWNのMC BSCと結婚したことを公表した。

### フェミニズム
2019年3月2日のツイートにて自ら「フェミニスト」を名乗る。同年10月にbayfmの番組『MUSIC GARAGE：ROOM 101』に出演した際、渡辺志保との会話の中で当初はフェミニズムやフェミニストに対して「めんどくさい」「怖い」イメージがあったと語っている。また同年12月のLimited Express (has gone?) のYUKARI、元TENG GANG STARRのなかむらみなみとの対談では、“自分をREP (represent) すること、自分が自分であること” をフェミニズムであると位置づけている。
アルバムの『GRRRLISM』のタイトルは、90年代初頭のフェミニズムのムーブメント「ライオット・ガール」に由来している。
また「#NoBagForMe」プロジェクトにも参加しており、“フェミニズムは思想ではなくて考え方” と語っている。

## 評価
犬山紙子は文春オンラインのコラムで、配信シングル「エビバディBO」でのあっこゴリラの緑色の染められた腋毛に着目し、ジェンダーについて楽しい方法で示すことについて「尊い」と語っており、リリックは「呪いから人を解き放つ力がある」と評している。

## ディスコグラフィ

### シングル
| 発売日                        | タイトル                                        | 規格             |
| 2.5D Productions              | 2.5D Productions                                | 2.5D Productions |
| ----------------------------- | ----------------------------------------------- | ---------------- |
| 2017年6月14日                 | 黄熱病 -Yellow Fever- × Stuts                   | 7インチアナログ  |
| 2017年11月15日                | Petenshi × Itsuka (Charisma.com)                | 7インチアナログ  |
| 2018年2月21日                 | ゲリラ × 向井太一 × RYOHU                       | 配信             |
| 2018年3月14日                 | ゲリラ × 向井太一 × okadada                     | 配信             |
| Sony Music Associated Records |                                                 |                  |
| 2018年4月28日                 | 余裕                                            | 配信             |
| 2018年9月5日                  | エビバディBO                                    | 配信             |
| 2018年10月17日                | グランマ                                        | 配信             |
| 2018年11月14日                | GOOD VIBRATIONS × GEN (from 04 Limited Sazabys) | 配信             |
| 2019年4月5日                  | やっちーまいな                                  | 配信             |
| 2019年10月9日                 | 超普通                                          | 配信             |
| 2020年2月5日                  | ミラクルミー                                    | 配信             |
| 2020年5月13日                 | SayHello                                        | 配信             |
| 2021年3月19日                 | DON’T PUSH ME feat. Moment Joon                 | 配信             |

### アルバム・EP
|                               | 発売日           | タイトル           | 収録曲 |
| KAMIKAZE RECORDS              | KAMIKAZE RECORDS | KAMIKAZE RECORDS   | KAMIKAZE RECORDS |
| ----------------------------- | ---------------- | ------------------ | --- |
| アルバム                      | 2016年1月20日    | TOKYO BANANA       | 1. TOKYO BANANA 2. ハゲ 3. 向井さん 4. ビューティフル・ウーマン（ゴリラ夫妻ver.） 5. TOKYO BANANA Ⅱ (feat. 狐火) 6. KAMIKAZE 7. お兄ちゃん 8. 谷原 9. 脱ヲタ (feat. erica) |
| 2.5D Productions              |                  |                    | |
| EP                            | 2016年11月30日   | BACK TO THE JUNGLE | 1. Back to the Jungle 2. シン・ゴリラ 3. 遺書 4. ドンキーコング 5. JUNGLE STAR WARS |
| EP                            | 2017年11月8日    | GREEN QUEEN        | 1. 黄熱病 -YELLOW FEVER- × STUTS(GREEN QUEEN)/あっこゴリラ 2. ゲリラ × 向井太一/あっこゴリラ, 向井太一 3. PETENSHI × ITSUKA (Charisma.com)/あっこゴリラ, ITSUKA 4. 電光石火 × 食品まつり a.k.a foodman/あっこゴリラ 5. ウルトラジェンダー × 永原真夏/あっこゴリラ, 永原真夏 6. GREEN QUEEN × PARKGOLF/あっこゴリラ |
| EP                            | 2018年4月4日     | TOKYO BANANA 2018  | 1. TOKYO BANANA 2018 2. 地球の歩きかた 3. B.N.N.Z 4. ゲリラ × 向井太一 × Le Makeup |
| Sony Music Associated Records |                  |                    | |
| アルバム                      | 2018年12月4日    | GRRRLISM           | 1. 100%AKKOGORILLA 2. GRRRLISM 3. エビバディBO 4. グランマ 5. ジェイソン 6. 開戦前夜 7. 余裕 8. オーバー・ザ・ボーダー 9. ゲリラ × 向井太一 (GRRRLISM ver.) 10. GOOD VIBRATIONS × GEN (from 04 Limited Sazabys) 11. THIS IS ME × Tempalay 12. ウルトラジェンダー×永原真夏 (GRRRLISM ver.)                          |
| EP                            | 2020年2月12日    | ミラクルミー       | 1. ミラクルミー 2. 超普通 3. やっちーまいな 4. 超自由 feat. 大門弥生 5. メキメキワー feat. Malawi kids |

### ミックステープ
|                           | 発売日                    | タイトル                  | 収録曲 |
| KAMIKAZE RECORDS / ArtLed | KAMIKAZE RECORDS / ArtLed | KAMIKAZE RECORDS / ArtLed | KAMIKAZE RECORDS / ArtLed |
| ------------------------- | ------------------------- | ------------------------- | --- |
| ミックステープ            | 2021年6月23日             | NINGEN GOKAKU             | 1. TOKYO BANANA 2021 2. TRACK GRRRL 3. SAKIDASU 4. SayHello 5. 神器 dig it 6. 謝謝 feat.CaTEye(猫眼似太) 7. SURVIVOR 8. DON’T PUSH ME feat.Moment Joon 9. I’m here |

## コラボレーション
| 発売日         | アーティスト          | タイトル       | クレジット                         |
| -------------- | --------------------- | -------------- | ---------------------------------- |
| 2016年1月1日   | MAKI DA SHIT          | 巡り合わせ     | feat. あっこゴリラ, KZ & DJ HAMAYA |
| 2017年5月24日  | umaneco               | 動物占い       | feat. あっこゴリラ                 |
| 2017年5月24日  | umaneco               | 生理           | feat. あっこゴリラ                 |
| 2018年10月10日 | 大門弥生              | NO BRA!        | feat. あっこゴリラ                 |
| 2019年4月3日   | 餓鬼レンジャー        | チクショー！！ | feat. あっこゴリラ, コウメ太夫     |
| 2019年4月5日   | ichika                | Good Enough    | feat. あっこゴリラ                 |
| 2019年12月11日 | SiM                   | SAND CASTLE    | feat. あっこゴリラ                 |
| 2021年5月12日  | 大塚愛 × あっこゴリラ | あいびき       |                                    |

## 出演

### CM
- Instagramブランドキャンペーン「LOVE YOUR LOVE 好きっていいね。」（2021年）- ナレーション[27]

### ネット番組
- ポリタスTV（YouTube、2021年9月20日）